# Liste des députés allemands de l'Empire allemand (4e législature)
Les députés de la quatrième législature du Reichstag sont les députés du Reichstag élus lors des élections législatives allemandes de 1878 pour la période 1878-1881.

## Liste des députés
| État                                      | District          | Circonscription | Élu                                            | Parti | Parti           |
| ----------------------------------------- | ----------------- | --- | ---------------------------------------------- | ----- | --------------- |
| Royaume de Prusse (Prusse-Orientale)      | Königsberg        | 01 (Memel-Heydekrug) | Helmuth Karl Bernhard von Moltke               |       | DKP             |
| Royaume de Prusse (Prusse-Orientale)      | Königsberg        | 02 (Labiau-Wehlau) | Hermann von Knobloch                           |       | DKP             |
| Royaume de Prusse (Prusse-Orientale)      | Königsberg        | 03 (Königsberg-Ville) | Otto Stellter                                  |       | DRP             |
| Royaume de Prusse (Prusse-Orientale)      | Königsberg        | 04 (Fischhausen-Königsberg-Campagne) | Otto Tortilowicz von Batocki-Friebe            |       | DKP             |
| Royaume de Prusse (Prusse-Orientale)      | Königsberg        | 05 (Heiligenbeil-Preußisch Eylau) | Alfred von Tettau                              |       | DKP             |
| Royaume de Prusse (Prusse-Orientale)      | Königsberg        | 06 (Braunsberg-Heilsberg) | Anton Pohlmann                                 |       | ZEN             |
| Royaume de Prusse (Prusse-Orientale)      | Königsberg        | 07 (Preußisch Holland-Mohrungen) | Rudolph Wichmann                               |       | DKP             |
| Royaume de Prusse (Prusse-Orientale)      | Königsberg        | 08 (Osterode-Neidenburg) | Leo Becker                                     |       | DRP             |
| Royaume de Prusse (Prusse-Orientale)      | Königsberg        | 09 (Allenstein-Rößel) | Rudolph Borowski                               |       | ZEN             |
| Royaume de Prusse (Prusse-Orientale)      | Königsberg        | 10 (Rastenburg-Friedland-Gerdauen) | Udo de Stolberg-Wernigerode                    |       | DKP             |
| Royaume de Prusse (Prusse-Orientale)      | Gumbinnen         | 01 (Tilsit-Niederung) | Albrecht von Schlieckmann                      |       | DKP             |
| Royaume de Prusse (Prusse-Orientale)      | Gumbinnen         | 02 (Ragnit-Pillkallen) | Hermann Schmalz                                |       | DKP             |
| Royaume de Prusse (Prusse-Orientale)      | Gumbinnen         | 03 (Gumbinnen-Insterbourg) | Otto Saro                                      |       | DKP             |
| Royaume de Prusse (Prusse-Orientale)      | Gumbinnen         | 04 (Stallupönen-Goldap-Darkehmen) | Gustav von Goßler                              |       | DKP             |
| Royaume de Prusse (Prusse-Orientale)      | Gumbinnen         | 05 (Angerburg-Lötzen) | Ludwig von Staudy                              |       | DKP             |
| Royaume de Prusse (Prusse-Orientale)      | Gumbinnen         | 06 (Oletzko-Lyck-Johannisburg) | William von Simpson-Georgenbuch                |       | DKP             |
| Royaume de Prusse (Prusse-Orientale)      | Gumbinnen         | 07 (Sensburg-Ortelsbourg) | Julius von Mirbach                             |       | DKP             |
| Royaume de Prusse (Prusse-Occidentale)    | Dantzig           | 01 (Marienbourg-Elbing) | Wilhelm von Minnigerode                        |       | DKP             |
| Royaume de Prusse (Prusse-Occidentale)    | Dantzig           | 02 (Dantzig-Haut-Dantzig-Bas) | Joseph Michalski                               |       | ZEN             |
| Royaume de Prusse (Prusse-Occidentale)    | Dantzig           | 03 (Dantzig-Ville) | Heinrich Rickert                               |       | NLP             |
| Royaume de Prusse (Prusse-Occidentale)    | Dantzig           | 04 (Neustadt-Putzig-Karthaus) | Anton von Kalkstein                            |       | Pole            |
| Royaume de Prusse (Prusse-Occidentale)    | Dantzig           | 05 (Berent-Preußisch Stargard-Dirschau) | Adam von Sierakowski                           |       | Pole            |
| Royaume de Prusse (Prusse-Occidentale)    | Marienwerder      | 01 (Marienwerder-Stuhm) | Rudolph von Buddenbrock                        |       | DRP             |
| Royaume de Prusse (Prusse-Occidentale)    | Marienwerder      | 02 (Rosenberg-Löbau-en-Prusse-Occidentale (de)) | Rodrigo zu Dohna-Finckenstein                  |       | DKP             |
| Royaume de Prusse (Prusse-Occidentale)    | Marienwerder      | 03 (Graudenz-Strasbourg) | Hugo Bieler                                    |       | NLP             |
| Royaume de Prusse (Prusse-Occidentale)    | Marienwerder      | 04 (Thorn-Kulm-Briesen) | Michael von Sczaniecki                         |       | Pole            |
| Royaume de Prusse (Prusse-Occidentale)    | Marienwerder      | 05 (Schwetz) | Franz August von Gordon                        |       | DKP             |
| Royaume de Prusse (Prusse-Occidentale)    | Marienwerder      | 06 (Konitz-Tuchel) | Leon von Czarlinski                            |       | Pole            |
| Royaume de Prusse (Prusse-Occidentale)    | Marienwerder      | 07 (Schlochau-Flatow) | Adalbert von Flottwell                         |       | DKP             |
| Royaume de Prusse (Prusse-Occidentale)    | Marienwerder      | 08 (Deutsch-Krone) | Théodore de Stolberg-Wernigerode               |       | DKP             |
| Royaume de Prusse (Berlin)                | Berlin            | 01 (Alt-Berlin-Cölln-Friedrichswerder-Dorotheenstadt-Friedrichstadt-Nord) | Ludwig Loewe                                   |       | DFP             |
| Royaume de Prusse (Berlin)                | Berlin            | 02 (Schöneberger Vorstadt-Friedrichsvorstadt-Tempelhofer Vorstadt-Friedrichstadt-Sud) | Adolph Hoffmann                                |       | DFP             |
| Royaume de Prusse (Berlin)                | Berlin            | 03 (Luisenstadt-Neu-Cölln) | Kurt von Saucken-Tarputschen                   |       | DFP             |
| Royaume de Prusse (Berlin)                | Berlin            | 04 (Luisenstadt-Stralauer Vorstadt-Königsstadt-Est) | Friedrich Wilhelm Fritzsche                    |       | SAP             |
| Royaume de Prusse (Berlin)                | Berlin            | 05 (Spandauer Vorstadt-Friedrich-Wilhelm-Stadt-Königsstadt-Ouest) | Eduard Zimmermann                              |       | DFP             |
| Royaume de Prusse (Berlin)                | Berlin            | 06 (Wedding-Gesundbrunnen-Moabit-Oranienburger Vorstadt-Rosenthaler Vorstadt) | Moritz Klotz                                   |       | DFP             |
| Royaume de Prusse (Brandebourg)           | Potsdam           | 01 (Prignitz-de-l'Ouest) | Gustav von Jagow                               |       | DKP             |
| Royaume de Prusse (Brandebourg)           | Potsdam           | 02 (Prignitz-de-l'Est) | Hermann von Graevenitz                         |       | DRP             |
| Royaume de Prusse (Brandebourg)           | Potsdam           | 03 (Ruppin-Templin) | Adolf von Arnim-Boitzenburg                    |       | DRP             |
| Royaume de Prusse (Brandebourg)           | Potsdam           | 04 (Prenzlau-Angermünde) | Friedrich von Wedell-Malchow                   |       | DKP             |
| Royaume de Prusse (Brandebourg)           | Potsdam           | 05 (Haut-Barnim) | Felix von Bethmann-Hollweg                     |       | DRP             |
| Royaume de Prusse (Brandebourg)           | Potsdam           | 06 (Bas-Barnim-Lichtenberg) | Emanuel Mendel                                 |       | DFP             |
| Royaume de Prusse (Brandebourg)           | Potsdam           | 07 (Potsdam-Havelland-de-l'Est-Spandau) | Emanuel Wulfshein                              |       | DFP             |
| Royaume de Prusse (Brandebourg)           | Potsdam           | 08 (Brandebourg-sur-la-Havel-Havelland-de-l'Ouest) | Wolf von Bredow                                |       | DKP             |
| Royaume de Prusse (Brandebourg)           | Potsdam           | 09 (Zauch-Belzig-Jüterbog-Luckenwalde) | Hugo Hermes                                    |       | DFP             |
| Royaume de Prusse (Brandebourg)           | Potsdam           | 10 (Teltow-Beeskow-Storkow-Charlottenbourg-Schöneberg-Neukölln-Wilmersdorf) | Ferdinand Wöllmer                              |       | DFP             |
| Royaume de Prusse (Brandebourg)           | Francfort         | 01 (Arnswalde-Friedeberg) | Paul von Brand                                 |       | DKP             |
| Royaume de Prusse (Brandebourg)           | Francfort         | 02 (Landsberg-sur-la-Warthe-Soldin) | Rudolph Anton Lucas von Cranach                |       | DKP             |
| Royaume de Prusse (Brandebourg)           | Francfort         | 03 (Königsberg) | Albert von Levetzow                            |       | DKP             |
| Royaume de Prusse (Brandebourg)           | Francfort         | 04 (Francfort-sur-l'Oder-Lebus) | Gerhard Struve                                 |       | NLP             |
| Royaume de Prusse (Brandebourg)           | Francfort         | 05 (Sternberg-Est-Sternberg-Ouest) | Karl von Waldow und Reitzenstein               |       | DKP             |
| Royaume de Prusse (Brandebourg)           | Francfort         | 06 (Züllichau-Schwiebus-Crossen-sur-l'Oder) | Otto Uhden                                     |       | DKP             |
| Royaume de Prusse (Brandebourg)           | Francfort         | 07 (Guben-Lübben) | Jesco von Puttkamer                            |       | DKP             |
| Royaume de Prusse (Brandebourg)           | Francfort         | 08 (Sorau-Forst) | Anton Schön                                    |       | DRP             |
| Royaume de Prusse (Brandebourg)           | Francfort         | 09 (Cottbus-Spremberg) | Karl von Bärensprung                           |       | DKP             |
| Royaume de Prusse (Brandebourg)           | Francfort         | 10 (Calau-Luckau) | Otto von Manteuffel                            |       | DKP             |
| Royaume de Prusse (Poméranie)             | Stettin           | 01 (Demmin-Anklam) | Helmuth von Maltzahn                           |       | DKP             |
| Royaume de Prusse (Poméranie)             | Stettin           | 02 (Ueckermünde-Usedom-Wollin) | Oswald von Rittberg                            |       | DKP             |
| Royaume de Prusse (Poméranie)             | Stettin           | 03 (Randow-Greifenhagen) | Alexander von der Osten                        |       | DKP             |
| Royaume de Prusse (Poméranie)             | Stettin           | 04 (Stettin) | Albert Schlutow                                |       | NLP             |
| Royaume de Prusse (Poméranie)             | Stettin           | 05 (Pyritz-Saatzig) | Wilhelm von Schöning                           |       | DKP             |
| Royaume de Prusse (Poméranie)             | Stettin           | 06 (Naugard-Regenwalde) | Wilhelm von Flügge                             |       | DKP             |
| Royaume de Prusse (Poméranie)             | Stettin           | 07 (Greifenberg-Cammin) | Carl von Woedtke                               |       | DKP             |
| Royaume de Prusse (Poméranie)             | Köslin            | 01 (Stolp-Lauenbourg) | Nicolai von Below                              |       | DKP             |
| Royaume de Prusse (Poméranie)             | Köslin            | 02 (Bütow-Rummelsburg-Schlawe) | Waldemar von Puttkamer-Kolziglow               |       | DKP             |
| Royaume de Prusse (Poméranie)             | Köslin            | 03 (Köslin-Colberg-Cörlin-Bublitz) | August von Gerlach                             |       | DKP             |
| Royaume de Prusse (Poméranie)             | Köslin            | 04 (Belgard-sur-la-Persante-Schivelbein-Dramburg) | Conrad von Kleist                              |       | DKP             |
| Royaume de Prusse (Poméranie)             | Köslin            | 05 (Neustettin) | Hermann von Busse                              |       | DKP             |
| Royaume de Prusse (Poméranie)             | Stralsund         | 01 (Rügen-Stralsund-Franzburg) | Friedrich von Behr                             |       | DRP             |
| Royaume de Prusse (Poméranie)             | Stralsund         | 02 (Greifswald-Grimmen) | Carl von Behr                                  |       | DRP             |
| Royaume de Prusse (Posnanie)              | Posen             | 01 (Posen) | Hippolyt von Turno                             |       | Pole            |
| Royaume de Prusse (Posnanie)              | Posen             | 02 (Samter-Birnbaum-Obornik-Schwerin-sur-la-Warthe) | Stephan von Kwilecki                           |       | Pole            |
| Royaume de Prusse (Posnanie)              | Posen             | 03 (Meseritz-Bomst) | Hans Wilhelm von Unruhe-Bomst                  |       | DRP             |
| Royaume de Prusse (Posnanie)              | Posen             | 04 (Buk-Schmiegel-Kosten) | Theophil Magdzinski                            |       | Pole            |
| Royaume de Prusse (Posnanie)              | Posen             | 05 (Gostyn-Rawitsch) | Roman Czartoryski                              |       | Pole            |
| Royaume de Prusse (Posnanie)              | Posen             | 06 (Fraustadt-Lissa) | Maximilian von Puttkamer                       |       | NLP             |
| Royaume de Prusse (Posnanie)              | Posen             | 07 (Schrimm-Schroda) | Roman von Komierowski                          |       | Pole            |
| Royaume de Prusse (Posnanie)              | Posen             | 08 (Wreschen-Pleschen-Jarotschin) | Stefan von Zoltowski                           |       | Pole            |
| Royaume de Prusse (Posnanie)              | Posen             | 09 (Krotoschin-Koschmin) | Ludwig von Jazdzewski                          |       | Pole            |
| Royaume de Prusse (Posnanie)              | Posen             | 10 (Adelnau-Schildberg-Ostrowo-Kempen-en-Posnanie) | Ferdinand von Radziwill                        |       | Pole            |
| Royaume de Prusse (Posnanie)              | Bromberg          | 01 (Czarnikau-Filehne-Colmar-en-Posnanie) | Axel von Colmar-Meyenburg                      |       | DKP             |
| Royaume de Prusse (Posnanie)              | Bromberg          | 02 (Wirsitz-Schubin-Znin) | Theodor von Bethmann Hollweg                   |       | DRP             |
| Royaume de Prusse (Posnanie)              | Bromberg          | 03 (Bromberg) | Friedrich von Schenck                          |       | DKP             |
| Royaume de Prusse (Posnanie)              | Bromberg          | 04 (Hohensalza-Mogilno-Strelno) | Stanislaus von Kurnatowski                     |       | Pole            |
| Royaume de Prusse (Posnanie)              | Bromberg          | 05 (Gnesen-Wongrowitz-Witkowo) | Władysław Niegolewski                          |       | Pole            |
| Royaume de Prusse (Silésie)               | Breslau           | 01 (Guhrau-Steinau-Wohlau) | Friedrich von Ravenstein                       |       | DKP             |
| Royaume de Prusse (Silésie)               | Breslau           | 02 (Militsch-Trebnitz) | Hermann von Hatzfeldt                          |       | DRP             |
| Royaume de Prusse (Silésie)               | Breslau           | 03 (Groß Wartenberg-Œls) | Wilhelm von Kardorff                           |       | DRP             |
| Royaume de Prusse (Silésie)               | Breslau           | 04 (Namslau-Brieg) | Albert Nitschke                                |       | NLP             |
| Royaume de Prusse (Silésie)               | Breslau           | 05 (Ohlau-Strehlen-Nimptsch) | Fred von Frankenberg-Ludwigsdorf               |       | DRP             |
| Royaume de Prusse (Silésie)               | Breslau           | 06 (Breslau-Est) | Klaas Peter Reinders                           |       | SAP             |
| Royaume de Prusse (Silésie)               | Breslau           | 07 (Breslau-Ouest) | Heinrich Bürgers                               |       | DFP             |
| Royaume de Prusse (Silésie)               | Breslau           | 08 (Neumarkt-Breslau-Campagne) | Victor Ier de Hohenlohe-Ratibor                |       | DRP             |
| Royaume de Prusse (Silésie)               | Breslau           | 09 (Striegau-Schweidnitz) | Ernst Witte                                    |       | NLP             |
| Royaume de Prusse (Silésie)               | Breslau           | 10 (Waldenburg) | Jean-Henri XI d'Hochberg                       |       | DRP             |
| Royaume de Prusse (Silésie)               | Breslau           | 11 (Reichenbach-Neurode) | Karl Rudolf Friedenthal                        |       | DRP             |
| Royaume de Prusse (Silésie)               | Breslau           | 12 (Glatz-Habelschwerdt) | Robert von Ludwig                              |       | ZEN             |
| Royaume de Prusse (Silésie)               | Breslau           | 13 (Frankenstein-Münsterberg) | Johann von Harbuval-Chamaré-Stolz              |       | ZEN             |
| Royaume de Prusse (Silésie)               | Oppeln            | 01 (Kreuzburg-Rosenberg-en-Haute-Silésie) | Eduard Georg von Bethusy-Huc                   |       | DRP             |
| Royaume de Prusse (Silésie)               | Oppeln            | 02 (Oppeln) | Franz von Ballestrem                           |       | ZEN             |
| Royaume de Prusse (Silésie)               | Oppeln            | 03 (Groß Strehlitz-Cosel) | Adolph Franz                                   |       | ZEN             |
| Royaume de Prusse (Silésie)               | Oppeln            | 04 (Lublinitz-Tost-Gleiwitz) | Alexander von Schalscha                        |       | ZEN             |
| Royaume de Prusse (Silésie)               | Oppeln            | 05 (Beuthen-Tarnowitz) | Edmund von Radziwill                           |       | ZEN             |
| Royaume de Prusse (Silésie)               | Oppeln            | 06 (Kattowitz-Zabrze) | Karl Richter                                   |       | DRP             |
| Royaume de Prusse (Silésie)               | Oppeln            | 07 (Pless-Rybnik) | Eduard Müller                                  |       | ZEN             |
| Royaume de Prusse (Silésie)               | Oppeln            | 08 (Ratibor) | Gustav von Saurma-Jeltsch                      |       | ZEN             |
| Royaume de Prusse (Silésie)               | Oppeln            | 09 (Leobschütz) | Julius Cäsar von Nayhauß-Cormons               |       | ZEN             |
| Royaume de Prusse (Silésie)               | Oppeln            | 10 (Neustadt-en-Haute-Silésie) | Friedrich zu Stolberg-Stolberg                 |       | ZEN             |
| Royaume de Prusse (Silésie)               | Oppeln            | 11 (Falkenberg-en-Haute-Silésie-Grottkau) | Friedrich von Praschma                         |       | ZEN             |
| Royaume de Prusse (Silésie)               | Oppeln            | 12 (Neisse) | Albert Horn                                    |       | ZEN             |
| Royaume de Prusse (Silésie)               | Liegnitz          | 01 (Grünberg-Freystadt) | Karl zu Carolath-Beuthen                       |       | DRP             |
| Royaume de Prusse (Silésie)               | Liegnitz          | 02 (Sagan-Sprottau) | Julius Reinecke                                |       | NLP             |
| Royaume de Prusse (Silésie)               | Liegnitz          | 03 (Glogau) | Carl Braun                                     |       | NLP             |
| Royaume de Prusse (Silésie)               | Liegnitz          | 04 (Lüben-Bunzlau) | Adalbert Falk                                  |       | DRP             |
| Royaume de Prusse (Silésie)               | Liegnitz          | 05 (Löwenberg) | Robert von Puttkamer                           |       | DKP             |
| Royaume de Prusse (Silésie)               | Liegnitz          | 06 (Liegnitz-Goldberg-Haynau) | Heinrich Werner                                |       | NLP             |
| Royaume de Prusse (Silésie)               | Liegnitz          | 07 (Landeshut-Jauer-Bolkenhain) | Rudolf von Gneist                              |       | NLP             |
| Royaume de Prusse (Silésie)               | Liegnitz          | 08 (Schönau-Hirschberg) | Georg von Bunsen                               |       | NLP             |
| Royaume de Prusse (Silésie)               | Liegnitz          | 09 (Görlitz-Lauban) | Erwin Lüders                                   |       | NLP             |
| Royaume de Prusse (Silésie)               | Liegnitz          | 10 (Rothenburg-Hoyerswerda) | Otto Theodor von Seydewitz                     |       | DKP             |
| Royaume de Prusse (Saxe)                  | Magdebourg        | 01 (Salzwedel-Gardelegen) | Eduard von Schenck                             |       | DRP             |
| Royaume de Prusse (Saxe)                  | Magdebourg        | 02 (Stendal-Osterburg) | Hermann von Lüderitz                           |       | DKP             |
| Royaume de Prusse (Saxe)                  | Magdebourg        | 03 (Jerichow I-Jerichow II) | Gustav von Bonin                               |       | Libéral         |
| Royaume de Prusse (Saxe)                  | Magdebourg        | 04 (Magdebourg) | Hans Victor von Unruh                          |       | NLP             |
| Royaume de Prusse (Saxe)                  | Magdebourg        | 05 (Neuhaldensleben-Wolmirstedt) | Max von Forckenbeck                            |       | NLP             |
| Royaume de Prusse (Saxe)                  | Magdebourg        | 06 (Wanzleben) | Robert von Benda                               |       | NLP             |
| Royaume de Prusse (Saxe)                  | Magdebourg        | 07 (Aschersleben-Quedlinbourg-Calbe-sur-la-Saale) | Wilhelm Trautmann                              |       | NLP             |
| Royaume de Prusse (Saxe)                  | Magdebourg        | 08 (Halberstadt-Oschersleben-Wernigerode) | August von Bernuth                             |       | NLP             |
| Royaume de Prusse (Saxe)                  | Mersebourg        | 01 (Liebenwerda-Torgau) | Justus Clauswitz                               |       | DRP             |
| Royaume de Prusse (Saxe)                  | Mersebourg        | 02 (Schweinitz-Wittemberg) | Otto von Helldorff                             |       | DKP             |
| Royaume de Prusse (Saxe)                  | Mersebourg        | 03 (Bitterfeld-Delitzsch) | Carl Gustav Thilo                              |       | DRP             |
| Royaume de Prusse (Saxe)                  | Mersebourg        | 04 (Halle-sur-Saale-la Saale) | Alfred Boretius                                |       | NLP             |
| Royaume de Prusse (Saxe)                  | Mersebourg        | 05 (Mansfeld-Lac-Mansfeld-Montagne) | Wilhelm von Neumann                            |       | DRP             |
| Royaume de Prusse (Saxe)                  | Mersebourg        | 06 (Sangerhausen-Eckartsberga) | Friedrich Hermann Müller                       |       | NLP             |
| Royaume de Prusse (Saxe)                  | Mersebourg        | 07 (Querfurt-Mersebourg) | Julius von Helldorff-Runstedt                  |       | DRP             |
| Royaume de Prusse (Saxe)                  | Mersebourg        | 08 (Naumbourg-Weißenfels-Zeitz) | Edmund von Flemming                            |       | NLP             |
| Royaume de Prusse (Saxe)                  | Erfurt            | 01 (Comté d'Hohenstein) | Ludwig Albert Jaeger                           |       | NLP             |
| Royaume de Prusse (Saxe)                  | Erfurt            | 02 (Heiligenstadt-Worbis) | Eduard Strecker                                |       | ZEN             |
| Royaume de Prusse (Saxe)                  | Erfurt            | 03 (Muhlouse-Langensalza-Weißensee) | Wilhelm von Bismarck                           |       | DRP             |
| Royaume de Prusse (Saxe)                  | Erfurt            | 04 (Erfurt-Schleusingen-Ziegenrück) | Robert Lucius                                  |       | DRP             |
| Royaume de Prusse (Schleswig-Holstein)    |                   | 01 (Hadersleben-Sonderburg) | Hans Andersen Krüger                           |       | Däne            |
| Royaume de Prusse (Schleswig-Holstein)    |                   | 02 (Apenrade-Flensbourg) | Karl Heinrich von Boetticher                   |       | DRP             |
| Royaume de Prusse (Schleswig-Holstein)    |                   | 03 (Schleswig-Eckernförde) | Heinrich Adolph Meyer                          |       | DFP             |
| Royaume de Prusse (Schleswig-Holstein)    |                   | 04 (Tondern-Husum-Eiderstedt) | Hans Heinrich Wachs                            |       | NLP             |
| Royaume de Prusse (Schleswig-Holstein)    |                   | 05 (Dithmarse-du-Nord-Dithmarse-du-Sud-Steinburg) | Samuel Heinrich Hall                           |       | NLP             |
| Royaume de Prusse (Schleswig-Holstein)    |                   | 06 (Pinneberg-Segeberg) | Georg Beseler                                  |       | NLP             |
| Royaume de Prusse (Schleswig-Holstein)    |                   | 07 (Kiel-Rendsburg) | Albert Hänel                                   |       | DFP             |
| Royaume de Prusse (Schleswig-Holstein)    |                   | 08 (Altona-Stormarn) | Gustav Karsten                                 |       | DFP             |
| Royaume de Prusse (Schleswig-Holstein)    |                   | 09 (Oldenbourg-en-Holstein-Plön) | Conrad von Holstein                            |       | DKP             |
| Royaume de Prusse (Schleswig-Holstein)    |                   | 10 (Duché de Lauenbourg) | Friedrich Hammacher                            |       | NLP             |
| Royaume de Prusse (Hanovre)               |                   | 01 (Emden-Norden-Weener) | Jan ten Doornkaat Koolman                      |       | NLP             |
| Royaume de Prusse (Hanovre)               |                   | 02 (Aurich-Wittmund-Leer) | Edo Peterssen                                  |       | NLP             |
| Royaume de Prusse (Hanovre)               |                   | 03 (Meppen-Lingen-Bentheim-Aschendorf-Hümmling) | Ludwig Windthorst                              |       | ZEN             |
| Royaume de Prusse (Hanovre)               |                   | 04 (Osnabrück-Bersenbrück-Iburg) | Karl von Müller                                |       | DHP             |
| Royaume de Prusse (Hanovre)               |                   | 05 (Melle-Diepholz-Wittlage-Sulingen-Stolzenau) | Werner von Arnswaldt                           |       | DHP             |
| Royaume de Prusse (Hanovre)               |                   | 06 (Syke-Verden-Hoya-Achim) | Louis Victor Stegemann                         |       | NLP             |
| Royaume de Prusse (Hanovre)               |                   | 07 (Nienburg-Neustadt am Rübenberge-Fallingbostel) | Carl Ferdinand Nieper                          |       | DHP             |
| Royaume de Prusse (Hanovre)               |                   | 08 (Hanovre) | Ludwig Brüel                                   |       | DHP             |
| Royaume de Prusse (Hanovre)               |                   | 09 (Hamelin-Linden-Springe) | Ernst Ludwig von Lenthe                        |       | DHP             |
| Royaume de Prusse (Hanovre)               |                   | 10 (Hildesheim-Marienburg-Alfeld-sur-la-Leine-Gronau) | Hermann Roemer                                 |       | NLP             |
| Royaume de Prusse (Hanovre)               |                   | 11 (Einbeck-Northeim-Osterode am Harz-Uslar) | Victor von Alten                               |       | DHP             |
| Royaume de Prusse (Hanovre)               |                   | 12 (Göttingen-Duderstadt-Münden) | Reinhard von Adelebsen                         |       | DHP             |
| Royaume de Prusse (Hanovre)               |                   | 13 (Goslar-Zellerfeld-Ilfeld) | August List                                    |       | NLP             |
| Royaume de Prusse (Hanovre)               |                   | 14 (Gifhorn-Celle-Peine-Burgdorf) | Colin von Halkett                              |       | DHP             |
| Royaume de Prusse (Hanovre)               |                   | 15 (Lüchow-Uelzen-Dannenberg-Bleckede-Isenhagen) | Berthold von Bernstorff                        |       | DHP             |
| Royaume de Prusse (Hanovre)               |                   | 16 (Lunebourg-Soltau-Winsen) | Erich von Reden                                |       | NLP             |
| Royaume de Prusse (Hanovre)               |                   | 17 (Harbourg-Rotenbourg-en-Hanovre-Zeven) | Adolf von Grote                                |       | DHP             |
| Royaume de Prusse (Hanovre)               |                   | 18 (Stade-Geestemünde-Bremervörde-Osterholz-Blumenthal) | Wilhelm Laporte                                |       | NLP             |
| Royaume de Prusse (Hanovre)               |                   | 19 (Neuhaus-sur-l'Oste-Hadeln-Lehe-Kehdingen-Jork) | Rudolf von Bennigsen                           |       | NLP             |
| Royaume de Prusse (Westphalie)            | Münster           | 01 (Tecklembourg-Steinfurt-Ahaus) | Burghard von Schorlemer-Alst                   |       | ZEN             |
| Royaume de Prusse (Westphalie)            | Münster           | 02 (Münster-Coesfeld) | Clemens Heereman von Zuydwyck                  |       | ZEN             |
| Royaume de Prusse (Westphalie)            | Münster           | 03 (Borken-Recklinghausen) | Julius von Bönninghausen                       |       | ZEN             |
| Royaume de Prusse (Westphalie)            | Münster           | 04 (Lüdinghausen-Beckum-Warendorf) | Ignatz von Landsberg-Velen und Steinfurt       |       | ZEN             |
| Royaume de Prusse (Westphalie)            | Minden            | 01 (Minden-Lübbecke) | Otto Süs                                       |       | DRP             |
| Royaume de Prusse (Westphalie)            | Minden            | 02 (Herford-Halle-en-Westphalie) | Hans Hugo von Kleist-Retzow                    |       | DKP             |
| Royaume de Prusse (Westphalie)            | Minden            | 03 (Bielefeld-Wiedenbrück) | Heinrich Eugen Marcard                         |       | DKP             |
| Royaume de Prusse (Westphalie)            | Minden            | 04 (Paderborn-Büren) | Hermann von und zu Brenken                     |       | ZEN             |
| Royaume de Prusse (Westphalie)            | Minden            | 05 (Höxter-Warburg) | Carl von Wendt-Papenhausen                     |       | ZEN             |
| Royaume de Prusse (Westphalie)            | Arnsberg          | 01 (Wittgenstein-Siegen-Biedenkopf) | Adolf Kreutz                                   |       | Libéral         |
| Royaume de Prusse (Westphalie)            | Arnsberg          | 02 (Olpe-Arnsberg-Meschede) | Peter Reichensperger                           |       | ZEN             |
| Royaume de Prusse (Westphalie)            | Arnsberg          | 03 (Altena-Iserlohn-Lüdenscheid) | Heinrich Schlieper                             |       | DFP             |
| Royaume de Prusse (Westphalie)            | Arnsberg          | 04 (Hagen-Schwelm-Witten) | Eugen Richter                                  |       | DFP             |
| Royaume de Prusse (Westphalie)            | Arnsberg          | 05 (Bochum-Gelsenkirchen-Hattingen-Herne) | Wilhelm Loewe                                  |       | Libéral         |
| Royaume de Prusse (Westphalie)            | Arnsberg          | 06 (Dortmund-Hörde) | Louis Constanz Berger                          |       | Libéral         |
| Royaume de Prusse (Westphalie)            | Arnsberg          | 07 (Hamm-Soest) | Florens von Bockum-Dolffs                      |       | Libéral         |
| Royaume de Prusse (Westphalie)            | Arnsberg          | 08 (Lippstadt-Brilon) | Theodor Schroeder                              |       | ZEN             |
| Royaume de Prusse (Hesse-Nassau)          | Wiesbaden         | 01 (Haut-Taunus-Höchst-Usingen) | Adolf Brüning                                  |       | NLP             |
| Royaume de Prusse (Hesse-Nassau)          | Wiesbaden         | 02 (Wiesbaden-Rheingau-Bas-Taunus) | Hermann Schulze-Delitzsch                      |       | DFP             |
| Royaume de Prusse (Hesse-Nassau)          | Wiesbaden         | 03 (Saint-Goarshausen-Bas-Westerwald) | Ernst Lieber                                   |       | ZEN             |
| Royaume de Prusse (Hesse-Nassau)          | Wiesbaden         | 04 (Limbourg-Haute-Lahn-Basse-Lahn) | Hubert Hilf                                    |       | DFP             |
| Royaume de Prusse (Hesse-Nassau)          | Wiesbaden         | 05 (Dill-Haut-Westerwald) | Georg Thilenius                                |       | NLP             |
| Royaume de Prusse (Hesse-Nassau)          | Wiesbaden         | 06 (Francfort-sur-le-Main) | Leopold Sonnemann                              |       | DtVP            |
| Royaume de Prusse (Hesse-Nassau)          | Cassel            | 01 (Comté de Schaumbourg-Hofgeismar-Wolfhagen) | Friedrich Oetker                               |       | NLP             |
| Royaume de Prusse (Hesse-Nassau)          | Cassel            | 02 (Cassel-Melsungen) | Otto Bähr                                      |       | NLP             |
| Royaume de Prusse (Hesse-Nassau)          | Cassel            | 03 (Fritzlar-Homberg-Ziegenhain) | Wilhelm Wehrenpfennig                          |       | NLP             |
| Royaume de Prusse (Hesse-Nassau)          | Cassel            | 04 (Eschwege-Seigneurie de Schmalkalden-Witzenhausen) | Richard Harnier                                |       | NLP             |
| Royaume de Prusse (Hesse-Nassau)          | Cassel            | 05 (Marbourg-Frankenberg-Kirchhain) | August von Ende                                |       | DRP             |
| Royaume de Prusse (Hesse-Nassau)          | Cassel            | 06 (Hersfeld-Rotenburg-sur-la-Fulda-Hünfeld) | Georg Hermann Braun                            |       | DRP             |
| Royaume de Prusse (Hesse-Nassau)          | Cassel            | 07 (Fulda-Schlüchtern-Gersfeld) | Franz Herrlein                                 |       | ZEN             |
| Royaume de Prusse (Hesse-Nassau)          | Cassel            | 08 (Hanau-Gelnhausen) | Hermann Weigel                                 |       | NLP             |
| Royaume de Prusse (Rhénanie)              | Cologne           | 01 (Cologne-Ville) | Eduard Schenk                                  |       | ZEN             |
| Royaume de Prusse (Rhénanie)              | Cologne           | 02 (Cologne-Campagne) | Clemens Menken                                 |       | ZEN             |
| Royaume de Prusse (Rhénanie)              | Cologne           | 03 (Bergheim-sur-l'Erft-Euskirchen) | Wilhelm Rudolphi                               |       | ZEN             |
| Royaume de Prusse (Rhénanie)              | Cologne           | 04 (Rheinbach-Bonn) | Eugen von Kesseler                             |       | ZEN             |
| Royaume de Prusse (Rhénanie)              | Cologne           | 05 (Sieg-Waldbröl) | Joseph Lingens                                 |       | ZEN             |
| Royaume de Prusse (Rhénanie)              | Cologne           | 06 (Mülheim-sur-le-Rhin-Gummersbach-Wipperfürth) | Constantin Hamm                                |       | ZEN             |
| Royaume de Prusse (Rhénanie)              | Düsseldorf        | 01 (Remscheid-Lennep-Mettmann) | Ernst Vowinckel                                |       | DRP             |
| Royaume de Prusse (Rhénanie)              | Düsseldorf        | 02 (Elberfeld-Barmen) | Wilhelm Hasselmann                             |       | SAP             |
| Royaume de Prusse (Rhénanie)              | Düsseldorf        | 03 (Solingen) | Karl Friedrich Melbeck                         |       | DRP             |
| Royaume de Prusse (Rhénanie)              | Düsseldorf        | 04 (Düsseldorf) | Josef Bernards                                 |       | ZEN             |
| Royaume de Prusse (Rhénanie)              | Düsseldorf        | 05 (Essen-Ville) | Gerhard Stötzel                                |       | ZEN             |
| Royaume de Prusse (Rhénanie)              | Düsseldorf        | 06 (Duisbourg-Mülheim-Ruhrort-Oberhausen) | Johann Friedrich von Schulte                   |       | NLP             |
| Royaume de Prusse (Rhénanie)              | Düsseldorf        | 07 (Moers-Rees) | Heinrich Grütering                             |       | ZEN             |
| Royaume de Prusse (Rhénanie)              | Düsseldorf        | 08 (Clèves-Gueldre) | Clemens Perger                                 |       | ZEN             |
| Royaume de Prusse (Rhénanie)              | Düsseldorf        | 09 (Kempen) | Hugo Pfafferott                                |       | ZEN             |
| Royaume de Prusse (Rhénanie)              | Düsseldorf        | 10 (Gladbach) | Friedrich von Kehler                           |       | ZEN             |
| Royaume de Prusse (Rhénanie)              | Düsseldorf        | 11 (Krefeld) | August Reichensperger                          |       | ZEN             |
| Royaume de Prusse (Rhénanie)              | Düsseldorf        | 12 (Neuss-Grevenbroich) | Franz von Dalwigk zu Lichtenfels               |       | ZEN             |
| Royaume de Prusse (Rhénanie)              | Coblence          | 01 (Wetzlar-Altenkirchen) | Eduard Klein                                   |       | NLP             |
| Royaume de Prusse (Rhénanie)              | Coblence          | 02 (Neuwied) | Hermann Joseph Bender                          |       | ZEN             |
| Royaume de Prusse (Rhénanie)              | Coblence          | 03 (Coblence-Saint-Goar) | Georg von Hertling                             |       | ZEN             |
| Royaume de Prusse (Rhénanie)              | Coblence          | 04 (Kreuznach-Simmern) | Heinrich von Treitschke                        |       | NLP             |
| Royaume de Prusse (Rhénanie)              | Coblence          | 05 (Mayen-Ahrweiler) | Friedrich Franz Kochann                        |       | ZEN             |
| Royaume de Prusse (Rhénanie)              | Coblence          | 06 (Adenau-Cochem-Zell) | Andreas von Grand-Ry                           |       | ZEN             |
| Royaume de Prusse (Rhénanie)              | Trèves            | 01 (Daun-Bitburg-Prüm) | Christoph Ernst Friedrich von Forcade de Biaix |       | ZEN             |
| Royaume de Prusse (Rhénanie)              | Trèves            | 02 (Wittlich-Bernkastel) | Christian Dieden                               |       | ZEN             |
| Royaume de Prusse (Rhénanie)              | Trèves            | 03 (Trèves) | Paul Majunke                                   |       | ZEN             |
| Royaume de Prusse (Rhénanie)              | Trèves            | 04 (Sarrelouis-Merzig-Sarrebourg) | Bartholomäus Haanen                            |       | ZEN             |
| Royaume de Prusse (Rhénanie)              | Trèves            | 05 (Sarrebruck) | Gustav Pfaehler                                |       | NLP             |
| Royaume de Prusse (Rhénanie)              | Trèves            | 06 (Ottweiler-Saint-Wendel-Meisenheim) | Carl Ferdinand von Stumm-Halberg               |       | DRP             |
| Royaume de Prusse (Rhénanie)              | Aix-la-Chapelle   | 01 (Schleiden-Malmedy-Montjoie) | Heinrich Franssen                              |       | ZEN             |
| Royaume de Prusse (Rhénanie)              | Aix-la-Chapelle   | 02 (Eupen-Aix-la-Chapelle-Campagne) | Adam Bock                                      |       | ZEN             |
| Royaume de Prusse (Rhénanie)              | Aix-la-Chapelle   | 03 (Aix-la-Chapelle-Ville) | Victor Gielen                                  |       | ZEN             |
| Royaume de Prusse (Rhénanie)              | Aix-la-Chapelle   | 04 (Düren-Juliers) | Alfred von Hompesch                            |       | ZEN             |
| Royaume de Prusse (Rhénanie)              | Aix-la-Chapelle   | 05 (Geilenkirchen-Heinsberg-Erkelenz) | Hermann Ariovist von Fürth                     |       | ZEN             |
| Royaume de Prusse (Hohenzollern)          | Sigmaringen       | 01 (Sigmaringen-Hechingen) | Johann Evangelist Maier                        |       | ZEN             |
| Royaume de Bavière                        | Haute-Bavière     | 01 (Munich I (Altstadt-Lehel-Maxvorstadt) | Kaspar Ruppert                                 |       | ZEN             |
| Royaume de Bavière                        | Haute-Bavière     | 02 (Munich II (Isarvorstadt-Ludwigsvorstadt-Au-Haidhausen-Giesing) -Munich-Campagne-Starnberg-Wolfratshausen | Anton Westermayer                              |       | ZEN             |
| Royaume de Bavière                        | Haute-Bavière     | 03 (Aichach-Friedberg-Dachau-Schrobenhausen) | Sigmund von Pfetten-Arnbach                    |       | ZEN             |
| Royaume de Bavière                        | Haute-Bavière     | 04 (Ingolstadt-Freising-Pfaffenhofen) | Peter Karl von Aretin                          |       | ZEN             |
| Royaume de Bavière                        | Haute-Bavière     | 05 (Wasserburg-Erding-Mühldorf) | Maximilian von Soden-Fraunhofen                |       | ZEN             |
| Royaume de Bavière                        | Haute-Bavière     | 06 (Weilheim-Werdenfels-Bruck-Landsberg-Schongau) | Ferdinand von Miller                           |       | ZEN             |
| Royaume de Bavière                        | Haute-Bavière     | 07 (Rosenheim-Ebersberg-Miesbach-Tölz) | Gregor Fichtner                                |       | ZEN             |
| Royaume de Bavière                        | Haute-Bavière     | 08 (Traunstein-Laufen-Berchtesgaden-Altötting) | Karl Senestrey                                 |       | ZEN             |
| Royaume de Bavière                        | Basse-Bavière     | 01 (Landshut-Dingolfing-Vilsbiburg) | Karl von Ow                                    |       | ZEN             |
| Royaume de Bavière                        | Basse-Bavière     | 02 (Straubing-Bogen-Landau-Vilshofen) | Conrad von Preysing                            |       | ZEN             |
| Royaume de Bavière                        | Basse-Bavière     | 03 (Passau-Wegscheid-Wolfstein-Grafenau) | Adolf Krätzer                                  |       | ZEN             |
| Royaume de Bavière                        | Basse-Bavière     | 04 (Pfarrkirchen-Eggenfelden-Griesbach) | Johannes Arbinger                              |       | ZEN             |
| Royaume de Bavière                        | Basse-Bavière     | 05 (Deggendorf-Regen-Viechtach-Kötzting) | Aloys Hafenbrädl                               |       | ZEN             |
| Royaume de Bavière                        | Basse-Bavière     | 06 (Kelheim-Regen-Rottenburg-Mallersdorf) | Karl Anton Lang                                |       | ZEN             |
| Royaume de Bavière                        | Palatinat         | 01 (Spire-Ludwigshafen-Frankenthal) | Ludwig Groß                                    |       | Libéral         |
| Royaume de Bavière                        | Palatinat         | 02 (Landau-Neustadt-en-Haardt) | Ludwig Andreas Jordan                          |       | NLP             |
| Royaume de Bavière                        | Palatinat         | 03 (Germersheim-Bergzabern) | Moritz Bolza                                   |       | NLP             |
| Royaume de Bavière                        | Palatinat         | 04 (Deux-Ponts-Pirmasens) | Karl Heinrich Schmidt                          |       | NLP             |
| Royaume de Bavière                        | Palatinat         | 05 (Hombourg-Kusel) | Franz Armand Buhl                              |       | NLP             |
| Royaume de Bavière                        | Palatinat         | 06 (Kaiserslautern-Kirchheimbolanden) | August Zinn                                    |       | Libéral         |
| Royaume de Bavière                        | Haut-Palatinat    | 01 (Ratisbonne-Burglengenfeld-Stadtamhof) | Johann Brückl                                  |       | ZEN             |
| Royaume de Bavière                        | Haut-Palatinat    | 02 (Amberg-Nabburg-Sulzbach-Eschenbach) | Franz Rußwurm                                  |       | ZEN             |
| Royaume de Bavière                        | Haut-Palatinat    | 03 (Neumarkt-Velburg-Hemau) | Johann Michael Triller                         |       | ZEN             |
| Royaume de Bavière                        | Haut-Palatinat    | 04 (Neunburg-Waldmünchen-Cham-Roding) | Michael Datzl                                  |       | ZEN             |
| Royaume de Bavière                        | Haut-Palatinat    | 05 (Neustadt-sur-la-Waldnaab-Vohenstrauß-Tirschenreuth) | Joseph Lindner                                 |       | ZEN             |
| Royaume de Bavière                        | Haute-Franconie   | 01 (Hof-Naila-Rehau-Münchberg) | Friedrich von Schauß                           |       | NLP             |
| Royaume de Bavière                        | Haute-Franconie   | 02 (Bayreuth-Wunsiedel-Berneck) | Friedrich von Feustel                          |       | NLP             |
| Royaume de Bavière                        | Haute-Franconie   | 03 (Forchheim-Kulmbach-Pegnitz-Ebermannstadt) | Clovis de Hohenlohe-Schillingsfürst            |       | DRP             |
| Royaume de Bavière                        | Haute-Franconie   | 04 (Kronach-Staffelstein-Lichtenfels-Stadtsteinach-Teuschnitz) | Max von Lerchenfeld                            |       | DRP             |
| Royaume de Bavière                        | Haute-Franconie   | 05 (Bamberg-Höchstadt) | Heinrich Horneck von Weinheim                  |       | ZEN             |
| Royaume de Bavière                        | Moyenne-Franconie | 01 (Nuremberg) | Siegmund Günther                               |       | DFP             |
| Royaume de Bavière                        | Moyenne-Franconie | 02 (Erlangen-Fürth-Hersbruck) | Heinrich Marquardsen                           |       | NLP             |
| Royaume de Bavière                        | Moyenne-Franconie | 03 (Ansbach-Schwabach-Heilsbronn) | Karl Maurer                                    |       | NLP             |
| Royaume de Bavière                        | Moyenne-Franconie | 04 (Eichstätt-Beilngries-Weissembourg) | Albert Stöckl                                  |       | ZEN             |
| Royaume de Bavière                        | Moyenne-Franconie | 05 (Dinkelsbühl-Gunzenhausen-Feuchtwangen) | Gottfried von Feder                            |       | Libéral         |
| Royaume de Bavière                        | Moyenne-Franconie | 06 (Rothembourg-sur-la-Tauber-Neustadt-sur-l'Aisch) | Friedrich Pabst                                |       | NLP             |
| Royaume de Bavière                        | Basse-Franconie   | 01 (Aschaffenbourg-Alzenau-Obernburg-Miltenberg) | Thomas Hauck                                   |       | ZEN             |
| Royaume de Bavière                        | Basse-Franconie   | 02 (Kitzingen-Gerolzhofen-Ochsenfurt) | Friedrich Carl von Schönborn-Wiesentheid       |       | ZEN             |
| Royaume de Bavière                        | Basse-Franconie   | 03 (Lohr-Karlstadt-Hamelbourg-Marktheidenfeld-Gemünden) | Georg Arbogast von und zu Franckenstein        |       | ZEN             |
| Royaume de Bavière                        | Basse-Franconie   | 04 (Neustadt-sur-la-Saale-Brückenau-Mellrichstadt-Königshofen-Kissingen) | Gustav von Habermann                           |       | ZEN             |
| Royaume de Bavière                        | Basse-Franconie   | 05 (Schweinfurt-Haßfurt-Ebern) | Friedrich von Luxburg                          |       | DRP             |
| Royaume de Bavière                        | Basse-Franconie   | 06 (Wurtzbourg) | Ludwig von Zu Rhein                            |       | ZEN             |
| Royaume de Bavière                        | Souabe            | 01 (Augsbourg-Wertingen) | Andreas Freytag                                |       | ZEN             |
| Royaume de Bavière                        | Souabe            | 02 (Donauwörth-Nördlingen-Neubourg) | Max Mayer                                      |       | ZEN             |
| Royaume de Bavière                        | Souabe            | 03 (Dillingen-Guntzbourg-Zusmarshausen) | Hartmann Fugger von Kirchberg                  |       | ZEN             |
| Royaume de Bavière                        | Souabe            | 04 (Illertissen-Neu-Ulm-Memmingen-Krumbach) | Ludwig von Aretin                              |       | ZEN             |
| Royaume de Bavière                        | Souabe            | 05 (Kaufbeuren-Mindelheim-Oberdorf-Füssen) | Matthias Merkle                                |       | ZEN             |
| Royaume de Bavière                        | Souabe            | 06 (Immenstadt-Sonthofen-Kempten-en-Allgäu-Lindau) | Joseph Völk                                    |       | NLP             |
| Royaume de Saxe                           |                   | 01 (Zittau) | Hermann Rentzsch                               |       | NLP             |
| Royaume de Saxe                           |                   | 02 (Löbau) | Emil Grützner                                  |       | DKP             |
| Royaume de Saxe                           |                   | 03 (Bautzen-Kamenz-Bischofswerda) | Theodor Reich                                  |       | DKP             |
| Royaume de Saxe                           |                   | 04 (Dresde-rive-droite-Radeberg-Radeburg) | Friedrich von Schwarze                         |       | DRP             |
| Royaume de Saxe                           |                   | 05 (Dresde-rive-gauche) | August Bebel                                   |       | SAP             |
| Royaume de Saxe                           |                   | 06 (Dresde-Campagne-Dippoldiswalde) | Karl Gustav Ackermann                          |       | DKP             |
| Royaume de Saxe                           |                   | 07 (Meissen-Großenhain-Riesa) | Gustav Richter                                 |       | DRP             |
| Royaume de Saxe                           |                   | 08 (Pirna-Sebnitz) | Arthur Eysoldt                                 |       | DFP             |
| Royaume de Saxe                           |                   | 09 (Freiberg-Hainichen) | Max Kayser                                     |       | SAP             |
| Royaume de Saxe                           |                   | 10 (Döbeln-Nossen-Leisnig) | Wilhelm Schaffrath                             |       | DFP             |
| Royaume de Saxe                           |                   | 11 (Oschatz-Wurzen-Grimma) | Theodor Günther                                |       | DRP             |
| Royaume de Saxe                           |                   | 12 (Leipzig-Ville) | Eduard Stephani                                |       | NLP             |
| Royaume de Saxe                           |                   | 13 (Leipzig-Campagne-Taucha-Markranstädt-Zwenkau) | Johann Gottfried Dietze                        |       | DRP             |
| Royaume de Saxe                           |                   | 14 (Borna-Geithain-Rochlitz) | Arnold Woldemar von Frege-Weltzien             |       | DKP             |
| Royaume de Saxe                           |                   | 15 (Mittweida-Frankenberg-Augustusburg) | Julius Vahlteich                               |       | SAP             |
| Royaume de Saxe                           |                   | 16 (Chemnitz) | Louis Wilhelm Vopel                            |       | NLP             |
| Royaume de Saxe                           |                   | 17 (Glauchau-Meerane-Hohenstein-Ernstthal) | Wilhelm Bracke                                 |       | SAP             |
| Royaume de Saxe                           |                   | 18 (Zwickau-Crimmitschau-Werdau) | Lothar Streit                                  |       | DFP             |
| Royaume de Saxe                           |                   | 19 (Stollberg-Schneeberg) | Wilhelm Liebknecht                             |       | SAP             |
| Royaume de Saxe                           |                   | 20 (Marienberg-Zschopau) | Philipp Wiemer                                 |       | SAP             |
| Royaume de Saxe                           |                   | 21 (Annaberg-Schwarzenberg-Johanngeorgenstadt) | Eugen Holtzmann                                |       | NLP             |
| Royaume de Saxe                           |                   | 22 (Auerbach-Zschopau) | Johann Theodor Schmiedel                       |       | DRP             |
| Royaume de Saxe                           |                   | 23 (Plauen-Oelsnitz-Klingenthal) | Gustav Landmann                                |       | NLP             |
| Royaume de Wurtemberg                     |                   | 01 (Stuttgart) | Julius Hölder                                  |       | NLP             |
| Royaume de Wurtemberg                     |                   | 02 (Cannstatt-Louisbourg-Marbach-Waiblingen) | Karl von Varnbüler                             |       | DRP             |
| Royaume de Wurtemberg                     |                   | 03 (Heilbronn-Besigheim-Brackenheim-Neckarsulm) | Georg Härle                                    |       | DtVP            |
| Royaume de Wurtemberg                     |                   | 04 (Böblingen-Vaihingen-Leonberg-Maulbronn) | Otto von Knapp                                 |       | DRP             |
| Royaume de Wurtemberg                     |                   | 05 (Esslingen-Nürtingen-Kirchheim-Urach) | Hermann von Werner                             |       | DRP             |
| Royaume de Wurtemberg                     |                   | 06 (Reutlingen-Tübingen-Rottenburg) | Friedrich Ludwig von Geß                       |       | DRP             |
| Royaume de Wurtemberg                     |                   | 07 (Nagold-Calw-Neuenbürg-Herrenberg) | Julius Staelin                                 |       | DRP             |
| Royaume de Wurtemberg                     |                   | 08 (Freudenstadt-Horb-Oberndorf-Sulz) | Hans von Ow                                    |       | DRP             |
| Royaume de Wurtemberg                     |                   | 09 (Balingen-Rottweil-Spaichingen-Tuttlingen) | Ludwig Schwarz                                 |       | DFP             |
| Royaume de Wurtemberg                     |                   | 10 (Gmünd-Göppingen-Welzheim-Schorndorf) | Max Römer                                      |       | NLP             |
| Royaume de Wurtemberg                     |                   | 11 (Hall-Backnang-Öhringen-Weinsberg) | Gustav von Bühler                              |       | DRP             |
| Royaume de Wurtemberg                     |                   | 12 (Gerabronn-Crailsheim-Mergentheim-Künzelsau) | Hermann de Hohenlohe-Langenbourg               |       | DRP             |
| Royaume de Wurtemberg                     |                   | 13 (Aalen-Gaildorf-Neresheim-Ellwangen) | Franz Xaver Leonhard                           |       | ZEN             |
| Royaume de Wurtemberg                     |                   | 14 (Ulm-Heidenheim-Geislingen) | Karl von Heim                                  |       | DRP             |
| Royaume de Wurtemberg                     |                   | 15 (Ehingen-Blaubeuren-Laupheim-Münsingen) | Karl von Schmid                                |       | DRP             |
| Royaume de Wurtemberg                     |                   | 16 (Biberach-Leutkirch-Waldsee-Wangen) | Kajetan von Bissingen-Nippenburg               |       | ZEN             |
| Royaume de Wurtemberg                     |                   | 17 (Ravensbourg-Tettnang-Saulgau-Riedlingen) | Constantin von Waldburg-Zeil                   |       | ZEN             |
| Grand-duché de Bade                       |                   | 01 (Constance-Überlingen-Stockach) | Franz Xaver Heilig                             |       | NLP             |
| Grand-duché de Bade                       |                   | 02 (Donaueschingen-Villingen) | Robert Gerwig                                  |       | NLP             |
| Grand-duché de Bade                       |                   | 03 (Waldshut-Säckingen-Neustadt-en-Forêt-Noire) | Ernst Friedrich Krafft                         |       | NLP             |
| Grand-duché de Bade                       |                   | 04 (Lörrach-Müllheim) | Markus Pflüger                                 |       | NLP             |
| Grand-duché de Bade                       |                   | 05 (Fribourg-Emmendingen) | Otto Waenker von Dankenschweil                 |       | ZEN             |
| Grand-duché de Bade                       |                   | 06 (Lahr-Wolfach) | Karl Heinrich Dreyer                           |       | NLP             |
| Grand-duché de Bade                       |                   | 07 (Offenbourg-Kehl) | Carl Baer                                      |       | NLP             |
| Grand-duché de Bade                       |                   | 08 (Rastatt-Bühl-Baden-Baden) | Franz Xaver Lender                             |       | ZEN             |
| Grand-duché de Bade                       |                   | 09 (Pforzheim-Ettlingen) | Casimir Rudolf Katz                            |       | DKP             |
| Grand-duché de Bade                       |                   | 10 (Karlsruhe-Bruchsal) | Adolf von Marschall                            |       | DKP             |
| Grand-duché de Bade                       |                   | 11 (Mannheim) | Wilhelm Kopfer                                 |       | DtVP            |
| Grand-duché de Bade                       |                   | 12 (Heidelberg-Mosbach) | Wilhelm Blum                                   |       | NLP             |
| Grand-duché de Bade                       |                   | 13 (Bretten-Sinsheim) | Friedrich Kiefer                               |       | NLP             |
| Grand-duché de Bade                       |                   | 14 (Tauberbischofsheim-Buchen) | Franz von und zu Bodman                        |       | ZEN             |
| Grand-duché de Hesse                      |                   | 01 (Giessen) | Adalbert Nordeck zur Rabenau                   |       | DRP             |
| Grand-duché de Hesse                      |                   | 02 (Friedberg-Büdingen) | Bernhard Schroeder                             |       | NLP             |
| Grand-duché de Hesse                      |                   | 03 (Lauterbach-Alsfeld-Schotten) | Karl von Gareis                                |       | NLP             |
| Grand-duché de Hesse                      |                   | 04 (Darmstadt-Groß-Gerau) | Wilhelm Büchner                                |       | DFP             |
| Grand-duché de Hesse                      |                   | 05 (Offenbach-Dieburg) | Friedrich Dernburg                             |       | NLP             |
| Grand-duché de Hesse                      |                   | 06 (Erbach-Bensheim) | Georg Martin                                   |       | NLP             |
| Grand-duché de Hesse                      |                   | 07 (Worms-Heppenheim) | Heinrich von Marquardsen                       |       | NLP             |
| Grand-duché de Hesse                      |                   | 08 (Bingen-Alzey) | Ludwig Bamberger                               |       | NLP             |
| Grand-duché de Hesse                      |                   | 09 (Mayence-Oppenheim) | Christoph Moufang                              |       | ZEN             |
| Grand-duché de Mecklembourg-Schwerin      |                   | 01 (Hagenow-Toddin-Bakendorf-Lübtheen-Grevesmühlen -Grevesmühlen-Plüschow-Wittenburg-Walsmühlen-Zarrentin-Wittenburg) | Friedrich Witte                                |       | NLP             |
| Grand-duché de Mecklembourg-Schwerin      |                   | 02 (Schwerin-Chevalerie-Schwerin-Domaine-Crivitz-Chevalerie -Crivitz-Domaine-Wismar-Poel-Mecklembourg-Redentin-Gadebusch -Gadebusch-Rehna-Mecklembourg-Sternberg -Warin-Neukloster-Sternberg-Tempzin)                       | Otto Büsing                                    |       | NLP             |
| Grand-duché de Mecklembourg-Schwerin      |                   | 03 (Boizenburg-Chevalerie-Boizenburg-Domaine-Dobbertin-Dömitz -Goldberg-Grabow-Grabow-Eldena-Lübz-Lübz-Marnitz -Neustadt-en-Mecklembourg-Abbaye-Neustadt-en-Mecklembourg-Chevalerie -Neustadt-en-Mecklembourg-Domaine-Plau) | Moritz Wiggers                                 |       | DFP             |
| Grand-duché de Mecklembourg-Schwerin      |                   | 04 (Gnoien-Dargun-Gnoien-Neukalen-Ivenack-Malchow-Neukalen -Stavenhagen-Chevalerie-Stavenhagen-Domaine-Wredenhagen-Chevalerie -Wredenhagen-Domaine)                                                                         | Adolf von Plessen                              |       | DKP             |
| Grand-duché de Mecklembourg-Schwerin      |                   | 05 (Bützow-Chevalerie-Bützow-Domaine-Bützow-Rühn-Doberan -Ribnitz-Abbaye-Ribnitz-Chevalerie-Ribnitz-Domaine -Toitenwinkel zu Rostock)                                                                                       | Michael Baumgarten                             |       | DFP             |
| Grand-duché de Mecklembourg-Schwerin      |                   | 06 (Güstrow-Rossewitz-Güstrow-Schwaan-Chevalerie-Schwaan-Domaine) | Julius Wiggers                                 |       | Libéral         |
| Grand-duché de Saxe-Weimar-Eisenach       |                   | 01 (Weimar-Apolda) | Carl von Schwendler                            |       | DRP             |
| Grand-duché de Saxe-Weimar-Eisenach       |                   | 02 (Eisenach-Dermbach) | Friedrich Sommer                               |       | NLP             |
| Grand-duché de Saxe-Weimar-Eisenach       |                   | 03 (Iéna-Neustadt-sur-l'Orla) | Rudolph von Delbrück                           |       | Libéral         |
| Grand-duché de Mecklembourg-Strelitz      |                   | 01 (Neustrelitz, Neubrandenbourg-Schönberg) | Friedrich von Dewitz                           |       | DKP             |
| Grand-duché d'Oldenbourg                  |                   | 01 (Oldenbourg-Eutin-Birkenfeld) | Werner Lentz                                   |       | NLP             |
| Grand-duché d'Oldenbourg                  |                   | 02 (Jever-Rüstringen-Brake-Westerstede-Varel-Elsfleth-Butjadingen) | Diedrich Gerhard Roggemann                     |       | NLP             |
| Grand-duché d'Oldenbourg                  |                   | 03 (Vechta-Delmenhorst-Cloppenburg-Wildeshausen-Friesoythe) | Ferdinand Heribert von Galen                   |       | ZEN             |
| Duché de Brunswick                        |                   | 01 (Brunswick-Blankenburg) | Wilhelm Bode                                   |       | NLP             |
| Duché de Brunswick                        |                   | 02 (Helmstedt-Wolfenbüttel) | August Kuntzen                                 |       | NLP             |
| Duché de Brunswick                        |                   | 03 (Holzminden-Gandersheim) | Franz August Schenk von Stauffenberg           |       | NLP             |
| Duché de Saxe-Meiningen                   |                   | 01 (Meiningen-Hildburghausen) | Eduard Rückert                                 |       | NLP             |
| Duché de Saxe-Meiningen                   |                   | 02 (Sonneberg-Saalfeld) | Eduard Lasker                                  |       | NLP             |
| Duché de Saxe-Altenbourg                  |                   | 01 (Altenbourg-Roda) | Karl Findeisen                                 |       | DRP             |
| Duché de Saxe-Cobourg et Gotha            |                   | 01 (Cobourg) | Friedrich Forkel                               |       | NLP             |
| Duché de Saxe-Cobourg et Gotha            |                   | 02 (Gotha) | Ernst Adolph Mueller                           |       | DFP             |
| Duché d'Anhalt                            |                   | 01 (Dessau-Zerbst) | Ludwig von Cuny                                |       | NLP             |
| Duché d'Anhalt                            |                   | 02 (Bernbourg-Köthen-Ballenstedt) | Wilhelm Oechelhäuser                           |       | NLP             |
| Principauté de Schwarzbourg-Rudolstadt    |                   | 01 (Königsee-Frankenhausen) | Eduard Knoch                                   |       | NLP             |
| Principauté de Schwarzbourg-Sondershausen |                   | 01 (Sondershausen-Arnstadt-Gehren-Ebeleben) | Otto Reinhardt                                 |       | DRP             |
| Principauté de Waldeck-Pyrmont            |                   | 01 (Eider-Twiste-Eisenberg-Pyrmont) | Friedrich Boettcher                            |       | NLP             |
| Principauté de Reuss branche aînée        |                   | 01 (Greiz-Burgk) | Carl Anton Merz                                |       | DKP             |
| Principauté Reuss branche cadette         |                   | 01 (Gera-Schleiz) | Karl Bernhard Jäger                            |       | NLP             |
| Principauté de Schaumbourg-Lippe          |                   | 01 (Bückeburg-Stadthagen) | Hermann Henrich Meier                          |       | NLP             |
| Principauté de Lippe                      |                   | 01 (Blomberg-Brake-Detmold-Lipperode-Cappel-Schötmar) | Wilhelm Büxten                                 |       | DFP             |
| Lübeck                                    |                   | 01 (Lübeck) | Karl Peter Klügmann                            |       | NLP             |
| Brême                                     |                   | 01 (Brême-Bremerhaven) | Alexander Georg Mosle                          |       | NLP             |
| Hambourg                                  |                   | 01 (Neustadt-Sankt Pauli) | Rudolf Heinrich Möring                         |       | NLP             |
| Hambourg                                  |                   | 02 (Altstadt-Saint-Georges-Hammerbrook) | Carl Bauer                                     |       | NLP             |
| Hambourg                                  |                   | 03 (Hambourg-Campagne-Landherrenschaften) | Isaac Wolffson                                 |       | NLP             |
| Alsace-Lorraine                           |                   | 01 (Altkirch-Thann) | Landelin Winterer                              |       | Alsace-Lorraine |
| Alsace-Lorraine                           |                   | 02 (Mulhouse) | Jean Dollfus                                   |       | Alsace-Lorraine |
| Alsace-Lorraine                           |                   | 03 (Colmar) | Charles Grad                                   |       | Alsace-Lorraine |
| Alsace-Lorraine                           |                   | 04 (Guebwiller) | Joseph Guerber                                 |       | Alsace-Lorraine |
| Alsace-Lorraine                           |                   | 05 (Ribeauvillé) | Jacob Ignatius Simonis                         |       | Alsace-Lorraine |
| Alsace-Lorraine                           |                   | 06 (Sélestat) | Louis Heckmann-Stintzy                         |       | Alsace-Lorraine |
| Alsace-Lorraine                           |                   | 07 (Molsheim-Erstein) | Achille Rack                                   |       | Alsace-Lorraine |
| Alsace-Lorraine                           |                   | 08 (Strasbourg-Ville) | Jacques Kablé                                  |       | Alsace-Lorraine |
| Alsace-Lorraine                           |                   | 09 (Strasbourg-Campagne) | Jean North                                     |       | Alsace-Lorraine |
| Alsace-Lorraine                           |                   | 10 (Hagenau-Wissembourg) | Alfred Schmitt-Batiston                        |       | Alsace-Lorraine |
| Alsace-Lorraine                           |                   | 11 (Saverne) | Auguste Schneegans                             |       | Alsace-Lorraine |
| Alsace-Lorraine                           |                   | 12 (Sarreguemines-Forbach) | Édouard Jaunez                                 |       | Alsace-Lorraine |
| Alsace-Lorraine                           |                   | 13 (Boulay-Thionville-Est-Thionville-Ouest) | Eugène Lorette                                 |       | Alsace-Lorraine |
| Alsace-Lorraine                           |                   | 14 (Metz-Ville-Metz-Campagne) | Paul Théodore Auguste Bezanson                 |       | Alsace-Lorraine |
| Alsace-Lorraine                           |                   | 15 (Sarrebourg-Château-Salins) | Charles Germain                                |       | Alsace-Lorraine |